# Stigmata (musikalbum)
Stigmata är det andra albumet av det svenska death metal-bandet Arch Enemy, som gavs ut den 18 maj 1998 av Century Media. Det var det första som släpptes internationellt.[källa behövs]
Albumet spelades in och mixades i Studio Fredman oktober 1997 och januari 1998. Plattan mastrades av Göran Finnberg vid The Mastering Room. Albumet var redan klart och man var på väg att skeppa ut det tills Michael Amott i sista stund kontaktade bolaget och sade att han hade en ny låt, som var inspelad med Daniel Erlandsson på trummor. Century Media gick med på att fördröja skivsläppet och valde att lägga den nya låten som första spår efter dem lyssnat igenom den. Den europeiska versionen gavs ut med ett annat omslag. Man lade till tre stycken bonusspår på den japanska versionen.

## Låtlista
1. "Beast of Man" - 3:35
2. "Stigmata" - 2:12
3. "Sinister Mephisto" - 5:46
4. "Dark of the Sun" - 7:00
5. "Let the Killing Begin" - 5:19
6. "Black Earth" - 6:39
7. "Tears of the Dead" - 5:56
8. "Vox Stellarum" - 2:08
9. "Bridge of Destiny" - 7:45

### Bonusspår på den japanska versionen
1. "Hydra" - 00:57
2. "Diva Satanica" - 03:43
3. "Damnation's Way" - 03:49

## Banduppsättning
- Johan Liiva - sång
- Michael Amott - gitarr, assisterande producent
- Christopher Amott - gitarr
- Martin Bengtsson - bas
- Peter Wildoer - trummor

### Extra musiker
- Daniel Erlandsson - trummor (på "Beast of Man")
- Fredrik Nordström - klaviatur

### Medverkande
- Kris Verwimp - omslagsdesign
- Kristian Gunnemo - masques design
- Segerfalk X - masques design, original design
- Fredrik Nordström - ljudtekniker, producent
- Göran Finnberg - mastering
- Carl Ljungeberg - foto